# みどり病院 (岐阜県)
みどり病院（みどりびょういん）は、岐阜県岐阜市にある医療法人岐阜勤労者医療協会が運営する病院。1978年に設置されたみどり診療所を前身とする。

## 概要
みどり病院は診療科8科・病床99床（一般99床）を有す岐阜市東部に立地する病院。臨床研修指定病院。救急告示病院として岐阜県知事により告示されている。また関連する医療機関として岐阜市内に2ヶ所、隣接する関市に1ヶ所の診療所を設置している。
急性期医療を中心に岐阜市東部の地域医療を支えている。救急医療においては一次救急を中心に二次救急まで対応しており、年間300台前後の救急搬送を受け入れている。また近隣には「すこやか診療所」や「みどり訪問介護ステーション」、「すこやかデイサービスセンター」など福祉・介護施設が点在しており、福祉・介護分野においても地域における中心的な役割を果たしている。
設備面においてはCTやエコーなどの高度医療機器を備えている。施設面においては、本院には亜急性期病床が設置されており、急性期を脱した患者のケアを行なっている。また透析センターが設置されており、人工透析が行なわれている。なお本院においては2004年より駐車場なども含む敷地内は全面禁煙となっている。
全日本民主医療機関連合会（民医連）に加盟している。
施設の老朽化もあり、2024年（令和6年）5月に従来から北東の場所に新築移転。新病院は5月1日開院し、5月7日に外来診療を開始する。従来の病院の外来診療は4月26日迄行い、4月27日から5月6日迄休診した。

## 沿革
(この節の出典)
- 1978年（昭和53年）：岐阜勤労者医療協会の2箇所の診療所として、みどり診療所(19床)が開設される。
- 1983年（昭和58年）：病床数が53床となり、みどり病院となる。
- 1989年(平成元年)3月：新みどり病院(110床、内科・外科)が岐阜県岐阜市北山1丁目14番地24に新築し移転。
- 1999年（平成11年）：透析センターが開設される。
- 2005年（平成17年）：臨床研修指定病院となる。
- 2010年(平成22年)7月：ISO9001:2008認証取得。
- 2011年(平成23年)3月：東日本大震災に医療団を派遣。
- 2011年(平成23年)11月：電子カルテ導入、透析センター新築移転。
- 2012年(平成24年)5月：食物経口負荷試験（食物アレルギー試験）開始
- 2012年(平成24年)11月：入院ベッド99床化
- 2013年(平成25年)2月：地域連携・よろず相談コーナー開設
- 2013年(平成25年)5月：64列CT導入
- 2013年(平成25年)11月：病院リニューアル工事完了（内装・外装）
- 2014年(平成26年)10月：回復期リハビリテーション病棟開設(4階病棟)
- 2016年(平成28年)４月：365日リハビリテーション開始
- 2024年（令和6年）5月：岐阜市北山1丁目13番地27に新築移転

## 診療科
- 内科[4]
- 外科[4]
- 循環器科[4]
- 小児科[4]
- アレルギー科[4]
- 心療内科[4]
- 放射線科[4]
- リハビリテーション科[4]

## 医療機関の認定
(この節の出典)
- 保険医療機関
- 労災保険指定医療機関
- 指定自立支援医療機関（更生医療）
- 指定自立支援医療機関（育成医療）
- 指定自立支援医療機関（精神通院医療）
- 身体障害者福祉法指定医の配置されている医療機関
- 生活保護法指定医療機関
- 結核指定医療機関
- 戦傷病者特別援護法指定医療機関
- 原子爆弾被害者医療指定医療機関
- 公害医療機関
- 臨床研修病院
- 無料低額診療事業実施医療機関

## 差額ベッド代について
病院の理念により、差額ベッド料（個室料）を徴収していない。

## 交通機関
- 岐阜バス「大船霊友会講堂前」バス停より徒歩約3分
  - JR岐阜駅バスターミナル（岐阜駅北口）14番のりばから岐阜上之保線「せき東山」「上之保川合」「岐阜医療科学大学」行き、千疋・太平台タウン線「太平台タウン」行き、八幡線「郡上八幡（八幡営業所）」行きで約30分
  - 名鉄岐阜駅前岐阜バスターミナルCのりばから岐阜上之保線「せき東山」「上之保川合」「岐阜医療科学大学」行き、千疋・太平台タウン線「太平台タウン」行き、八幡線「郡上八幡（八幡営業所）」行きで約30分

## 関連診療所

### すこやか診療所

#### 概要
1999年からみどり病院の近隣に設置されており、門前診療所としての役割を果たしている。主に慢性疾患や禁煙外来を中心に診療を行なっており、また「みどり訪問介護ステーション」などの施設を併設している。2009年5月から精神科を開設した。

#### 診療科・専門外来
- 内科
- 精神科
- 禁煙外来

#### 所在地・交通機関
- 岐阜県岐阜市北山1丁目13番地11
  - 岐阜バス岐阜上之保線ほか 「大船霊友会講堂前」バス停より徒歩約3分

### 華陽診療所

#### 概要
岐阜勤労者医療協会最初の医療機関として、1969年に「華陽民主診療所」として設置され、内科を中心に華陽地域の地域医療を支える診療所となっている。2007年にリニューアルオープンされ、通常診療のほか腹部超音波検査や併設されている「デイサービスきねん」でのデイケアなどが行なわれている。

#### 診療科
- 内科
- 消化器科
- 小児科

#### 所在地・交通機関
- 岐阜県岐阜市祈年町1丁目24番地の3
  - 名鉄加納駅より徒歩約5分
  - 岐阜バス松籟加納線ほか 「加納駅前」バス停より徒歩約8分

### こがねだ診療所

#### 概要
1998年に岐阜市と隣接する関市西部に位置し、内科を中心に地域医療を支えている。通常診療のほかにも、腹部超音波検査や胃内視鏡などの検査にも対応している。また併設する「こがねだ訪問看護ステーション」での訪問介護や通所リハビリなどの介護分野にも力を入れている。

#### 診療科
- 内科
- 消化器科
- 小児科

#### 所在地・交通機関
- 岐阜県関市上白金511番地
  - 岐阜バス岐阜上之保線ほか 「小金田」バス停より徒歩約5分